# Siphona subarctica
Siphona subarctica är en tvåvingeart som beskrevs av Andersen 1996. Siphona subarctica ingår i släktet Siphona och familjen parasitflugor.
Artens utbredningsområde är Sverige. Arten är reproducerande i Sverige. Inga underarter finns listade i Catalogue of Life.